# Neasura taprobana
Neasura taprobana är en fjärilsart som beskrevs av George Francis Hampson 1907. Neasura taprobana ingår i släktet Neasura och familjen björnspinnare. Inga underarter finns listade i Catalogue of Life.